# Sabotage
Sabotage je šesti studijski album britanskog heavy metal-sastava Black Sabbath. Diskografska kuća Vertigo Records objavila ga je 28. srpnja 1975. Snimljen je u vrijeme sudskog spora skupine s njezinim bivšim menadžerom Patrickom Meehanom. Stres zbog spora utjecao je na snimanje uratka i nadahnuo mu je naslov. Produkciju uz sam sastav potpisuje Mike Butcher.

## Snimanje
Black Sabbath počeo je raditi na šestom studijskom albumu u veljači 1975. u Morgan Studiosu u Londonu. Izabrao je naslov Sabotage jer je tada bio u sporu s bivšim menadžmentom i činilo mu se kao da ga „sabotiraju uzduž i poprijeko” i „mlate na sve strane”. „Vjerojatno je to jedini album u povijesti snimljen s odvjetnicima u studiju”, rekao je bubnjar Bill Ward. Gitarist Tony Iommi izjavio je da su pravni problemi utjecali na bijesan, žestok zvuk albuma.
Godine 2001. basist Geezer Butler u razgovoru s Danom Epsteinom za Guitar World komentirao je: „U vrijeme Sabbath Bloody Sabbatha otkrili smo da nas menadžment i diskografska kuća pljačkaju. Zato smo mnogo vremena, kad nismo bili na koncertu ili u studiju, provodili u odvjetničkim uredima u pokušaju da se oslobodimo svih mogućih ugovora. Doslovno smo bili u studiju, pokušavali snimati i pritom smo morali potpisivati pismene iskaze i takve stvari.” U svojoj autobiografiji Ozzy Osbourne komentira da su skupini „donosili sudske naloge dok je bila za miksetom”. U bilješkama priloženim uz koncertni album Reunion iz 1998. Butler je napisao da je spor trajao deset mjeseci i komentirao je: „Glazba mi je postala nebitna. Bilo je pravo olakšanje napisati barem jednu pjesmu.”
Iommi je poslije izjavio: „Mogli smo nastaviti u istom smjeru, postati složeniji, služiti se orkestrima, ali nismo htjeli. Sagledali smo se i htjeli smo snimiti rock-album. Sabbath Bloody Sabbath nije bio rock-album u pravom smislu riječi.” U knjizi How Black Was Our Sabbath piše kako je snimanje pjesama često trajalo do sitnih sati, da je Iommi marljivo radio na produkciji s Mikeom Butcherom i da je mnogo vremena provodio u prilagođavanju zvuka gitare, a da je bubnjar Bill Ward eksperimentirao s bubnjevima. Međutim, Osbournea je počelo živcirati to što se vrijeme snimanja albuma Black Sabbatha počelo oduživati i u svojoj je autobiografiji komentirao da je za „Sabotage trebalo otprilike četiri tisuće godina”.

## Pjesme
Sabotage čine žestoke pjesme i eksperimentalne skladbe kao što su „Supertzar” i „Am I Going Insane (Radio)”. Godine 2013. časopis Mojo izjavio je da pjesme „Hole in the Sky” i „Symptom of the Universe” „pokazuju da je, bez obzira na sve probleme s kojim se suočavao, Black Sabbath i dalje bio u punoj snazi”. Iommi je ovako opisao dinamiku potonje pjesme u svojoj autobiografiji: „Na početku je akustična dionica, a potom ubrzava dinamike radi. Često se mijenja, na kraju je improvizirana svirka.” Na pjesmi „Supertzar” gostuje Engleski komorni zbor. Kad je Osbourne stigao u studio i ugledao ga, pomislio je da je u pogrešnom studiju. Naslov pjesme „Am I Going Insane (Radio)”, nadahnute pop-glazbom, navodio je na zaključak da je riječ o skraćenoj, radijskoj inačici pjesme. Međutim, to je jedina inačica te pjesme. Engleski izraz „radio-rental” rimuje se s riječju „mental” („lud”).
„The Writ” je jedna od nekoliko pjesama Black Sabbatha za koju je stihove napisao Osbourne. Napisao ih je frustriran tadašnjim događajima, posebno sudskim sporom koji je protiv Black Sabbatha pokrenuo njegov bivši menadžer Patrick Meehan nakon što ga je sastav otpustio. U pjesmi se okomljuje na glazbenu industriju i samog Meehana. U svojoj je autobiografiji komentirao: „Većinu sam stihova napisao sam, pomalo sam se osjećao kao da sam posjetio psihijatra. Iz mene je na površinu isplivala sva ljutnja koju sam osjećao prema Meehanu.” Ward je izjavio da su „The Writ” i „Megalomania” tematski povezane jer se obje pjesme odnose na napetosti koje su stvarali tadašnji pravni problemi.
„Don't Start (Too Late)” Iommijeva je kraća instrumentalna pjesma koju je svirao na akustičnoj gitari, a naslov je nadahnuo pomoćni inženjer zvuka David Harris, koji je često očajavao zbog toga što je skupina često počinjala svirati prije nego što je bio spreman početi sa snimanjem.

## Omot albuma
Naslovnica albuma izazvala je podijeljene reakcije, a ponegdje se naziva i jednom od najgorih naslovnica albuma u povijesti rock-glazbe. Ideju o izvrnutim odrazima u zrcalu osmislio je Graham Wright, tehničar za bubnjeve Billa Warda koji je također bio i grafički dizajner. Članovi skupine svoj izbor odjeće objašnjavaju time što su mislili da odlaze na probno fotografiranje za omot. Ward je izjavio: „Jedino nismo raspravljali o tome što ćemo nositi na dan fotografiranja. Od tog dana skupina je preživjela brojne komentare o garderobi i viceve koji se i danas pričaju.” Ward na fotografiji nosi crvene tajice svoje supruge.
U knjizi How Black Was Our Sabbath Wright se prisjeća da je prema planu svaki član skupine trebao biti odjeven u crno i donijeti posebnu odjeću za prve fotografije, no kad su stigli, crne odjeće nije bilo i postalo je jasno da je „prvotni plan odbačen”. „Fotografiranje se nastavilo, a fotografi su objasnili da će naknadno postaviti nove slike preko fotografije i da će izgledati odlično [...]. Fotografiranje je odrađeno u nevjerojatnoj žurbi, a ishod nije bio ni izbliza očekivan. Ironično je to što je omot trebao predstaviti pojam sabotaže, a umjesto toga i sam je postao žrtva sabotaže. Kad su vidjeli omot, bilo je prekasno za bilo kakve promjene.”

## Objava i recenzije
| Recenzije                     | Recenzije           |
| Izvor                         | Ocjena              |
| ----------------------------- | ------------------- |
| AllMusic                      | [ 22 ]              |
| Encyclopedia of Popular Music | [ 23 ]              |
| The Great Rock Discography    | 7/10                |
| Rolling Stone                 | pozitivna recenzija |
| The Rolling Stone Album Guide | [ 26 ]              |
| Sputnikmusic                  | 4,7/5               |
| MusicHound Rock               | 3/5                 |
| Spin Alternative Record Guide | 9/10                |

Sabotage je objavljen u srpnju 1975. u SAD-u i ondje je dosegao 28. mjesto na ljestvici Billboard 200. Dva mjeseca poslije objavljen je u Ujedinjenom Kraljevstvu, gdje je dosegao sedmo mjesto na službenoj ljestvici albuma. Dana 1. prosinca 1975. Britanska fonografska industrija nagradila je skupinu srebrnom nakladom za 60 000 prodanih primjeraka albuma. U SAD-u je stekao zlatni status 16. lipnja 1997., ali je prvo izdanje skupine koje ondje nije dostiglo platinastu nakladu. Skupina je drugi put u karijeri dobivala pozitivne recenzije za album; Rolling Stone izjavio je da uradak „nije samo najbolji album Black Sabbatha od Paranoida nego bi mogao biti i njegov najbolji dosad”. Naknadne su recenzije također pozitivne; pišući za AllMusic, Steve Huey komentirao je da je to „posljednji album u nizu legendarnih prvih šest albuma Black Sabbatha”.
Godine 1991. Chuck Eddy postavio je Sabotage na 20. mjesto popisa 500 najboljih heavy metal-albuma i proglasio ga je najboljim i najekscentričnijim albumom skupine, albumom koji sadrži „čudne izrezane pastiše unutar čudnijih izrezanih pastiša” koji podsjećaju na the Firesign Theatre i rad Williama Burroughsa. Dodao je: „Sve – kraće solaže, glasovi koji skandiraju 'opcit, opsist, obsessed', zao smijeh, sedam sekundi preuzetih s neke prastare ploče nekog jug banda, refreni u kojima se reži 'suck me!' – iskače iznenada. Situacija je kao u odličnom hip hop-miksu, svaki vas zvuk dezorijentira, iznenađuje, ali opet se sve tako odlično uklapa da je bilo što drukčije nezamislivo.” Rob Michaels u svojem je osvrtu za Spin Alternative Record Guide izjavio da je uradak uporabom gudaćih glazbala i „studijskih trikova” pokazao da skupina sazrijeva i da je po kvaliteti snimila svoje najdosljednije djelo.
Godine 2017. Rolling Stone postavio ga je na 32. mjesto popisa 100 najboljih metal-albuma svih vremena.
Black Sabbath podržao je uradak američkom turnejom 1975. Kako se u studiju počela sve više služiti orkestrima i raznim novim zvukovima, bila je to prva turneja na koju je skupina otišla s klavijaturistom – Geraldom „Jezzom” Woodroffeom. Predgrupa skupini bio je Kiss, no turneja je prijevremeno završila u studenome 1975. nakon što se Osbourne ozlijedio u motociklističkoj nesreći.

## Popis pjesama
Sve su pjesme napisali članovi Black Sabbatha (Geezer Butler, Tony Iommi, Ozzy Osbourne i Bill Ward).
| 1. | »Hole in the Sky«                                | 3:59 |
| 2. | »Don't Start (Too Late)« (instrumentalna pjesma) | 0:49 |
| 3. | »Symptom of the Universe«                        | 6:29 |
| 4. | »Megalomania«                                    | 9:42 |

| B-strana | B-strana                    | B-strana | B-strana | B-strana | B-strana | B-strana | B-strana | B-strana | B-strana |
| Br.      | Skladba                     | Trajanje |          |          |          |          |          |          |          |
| -------- | --------------------------- | -------- | -------- | -------- | -------- | -------- | -------- | -------- | -------- |
| 5.       | »Thrill of It All«          | 5:55     |          |          |          |          |          |          |          |
| 6.       | »Supertzar«                 | 3:44     |          |          |          |          |          |          |          |
| 7.       | »Am I Going Insane (Radio)« | 4:14     |          |          |          |          |          |          |          |
| 8.       | »The Writ«                  | 8:45     |          |          |          |          |          |          |          |
| 43:44    |                             |          |          |          |          |          |          |          |          |

Neke inačice albuma sadrže skrivenu pjesmu „Blow on a Jug”, koja počinje trideset sekundi prije kraja pjesme „The Writ”.

## Zasluge
| Black Sabbath - Ozzy Osbourne – vokal (osim na 2. i 6. pjesmi) - Tony Iommi – gitara, glasovir, sintesajzer, orgulje, harfa - Geezer Butler – bas-gitara - Bill Ward – bubnjevi, udaraljke; klavir i prateći vokal (na pjesmi „Blow on a Jug”) | Dodatni glazbenici - Engleski komorni zbor – zborski vokali (na pjesmi „Supertzar”) - Will Malone – aranžman zborskih dionica (na pjesmi „Supertzar”) Ostalo osoblje - Mike Butcher – produkcija, inženjer zvuka - Robin Black – inženjer zvuka - David Harris – pomoćni inženjer zvuka - Graham Wright – ideja za omot - Cream – umjetnički direktor |

## Ljestvice
| Ljestvica (1975.)             | Najviša pozicija |
| ----------------------------- | ---------------- |
| Austrija (Ö3 Austria)         | 9.               |
| Kanada                        | 33.              |
| Norveška (VG-lista)           | 6.               |
| Novi Zeland (RMNZ)            | 33.              |
| Njemačka (Offizielle Top 100) | 17.              |
| SAD (Billboard 200)           | 28.              |
| Ujedinjeno Kraljevstvo (OCC)  | 7.               |